# U.S. Pro Indoor 1989
Lo U.S. Pro Indoor 1989 è stato un torneo di tennis giocato sintetico indoor. È stata la 22ª edizione dello U.S. Pro Indoor, che fa parte del Nabisco Grand Prix 1989. Si è giocato al Wachovia Spectrum di Filadelfia in Pennsylvania negli Stati Uniti dal 20 al 27 febbraio 1989.

## Campioni

### Singolare maschile
Boris Becker ha battuto in finale  Tim Mayotte con il punteggio di 7–6, 6–1, 6–3

### Doppio maschile
Paul Annacone /  Christo van Rensburg hanno battuto in finale  Rick Leach /  Jim Pugh con il punteggio di 6–3, 7–5